# Stade Denka
Le stade du Grand-Cygne Denka (デンカビッグスワンスタジアム; Denka biggu suwan sutajiamu, et en anglais : Denka Big Swan Stadium), anciennement stade de Niigata, est un stade de football situé à Niigata au Japon. Il a une capacité de 42 700 places. Ses locataires sont les Albirex Niigata.

## Ses différents noms
Son surnom de Grand cygne, vient de sa forme et de sa couleur qui rappellent les ailes de cet oiseau.
Le nom du stade anciennement stade de Niigata (新潟スタジアム, Niigata Sutajiamu) a été transformé en Stade Denka, en raison des aides versées par la Compagnie Denki Kagaku Kogyo (電気化学工業株式会社, Denka).

## Histoire
Il a été construit en 2001 pour 269 millions EUR en vue de la Coupe du monde de football de 2002.
Il héberge la 99e édition des Championnats du Japon d'athlétisme.

## Galerie

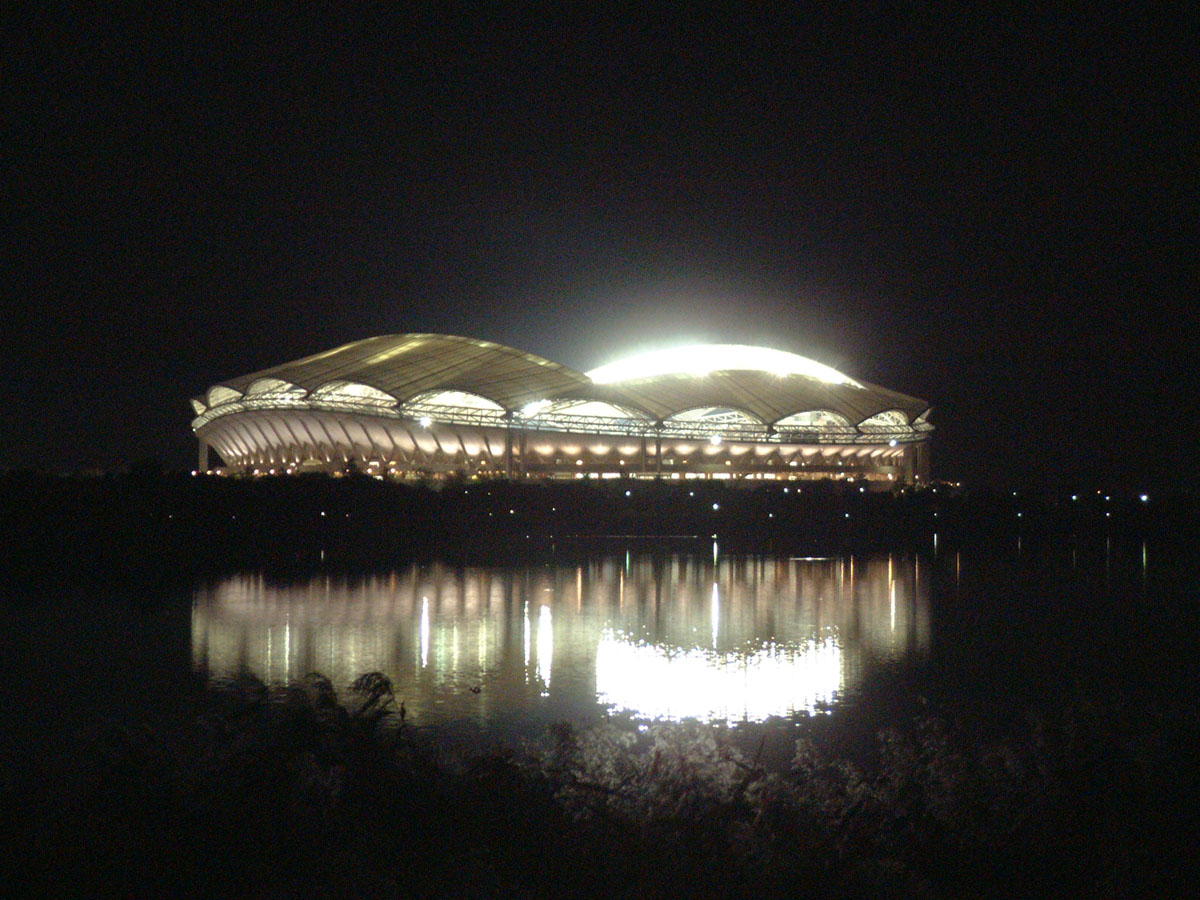
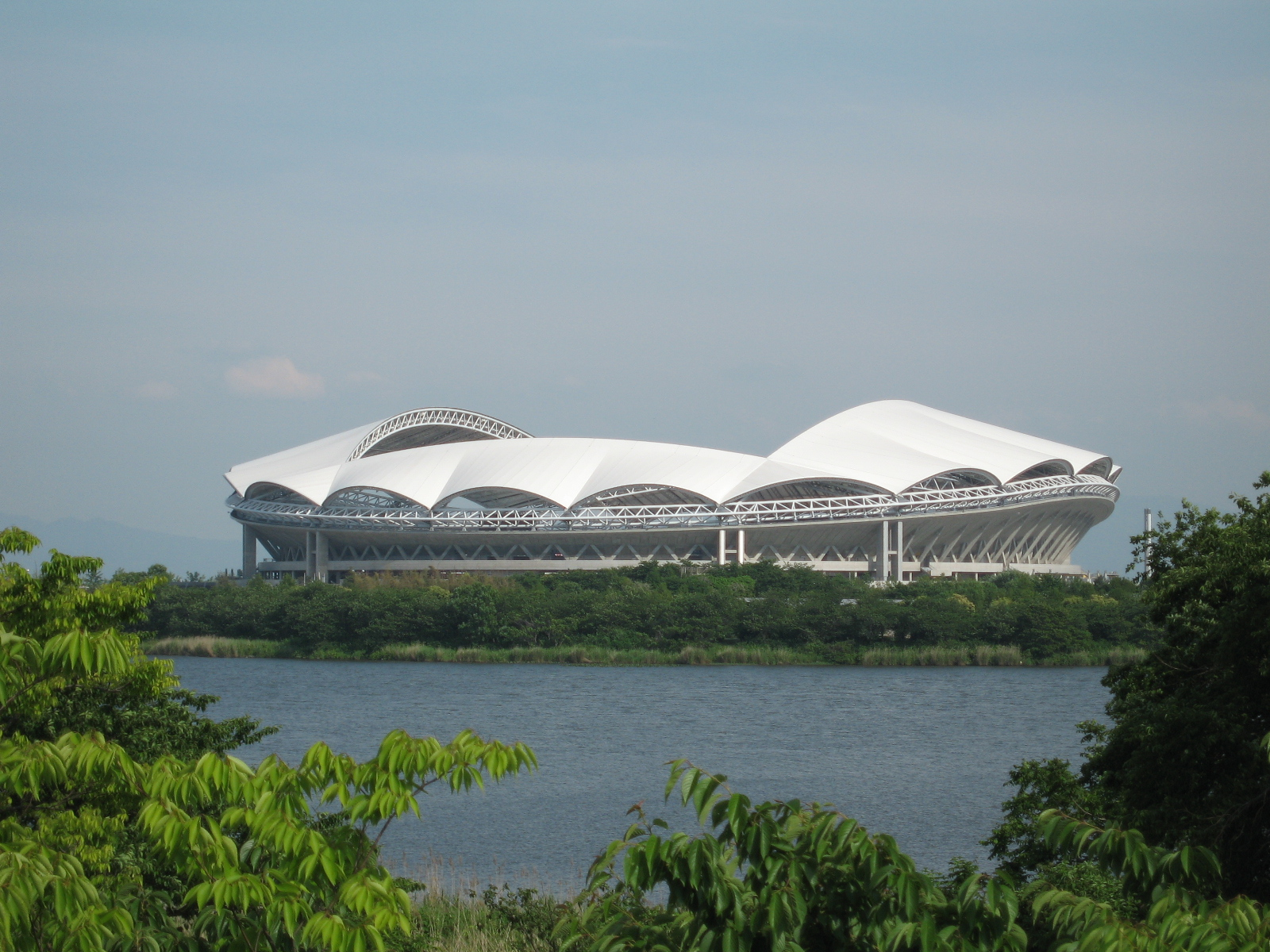
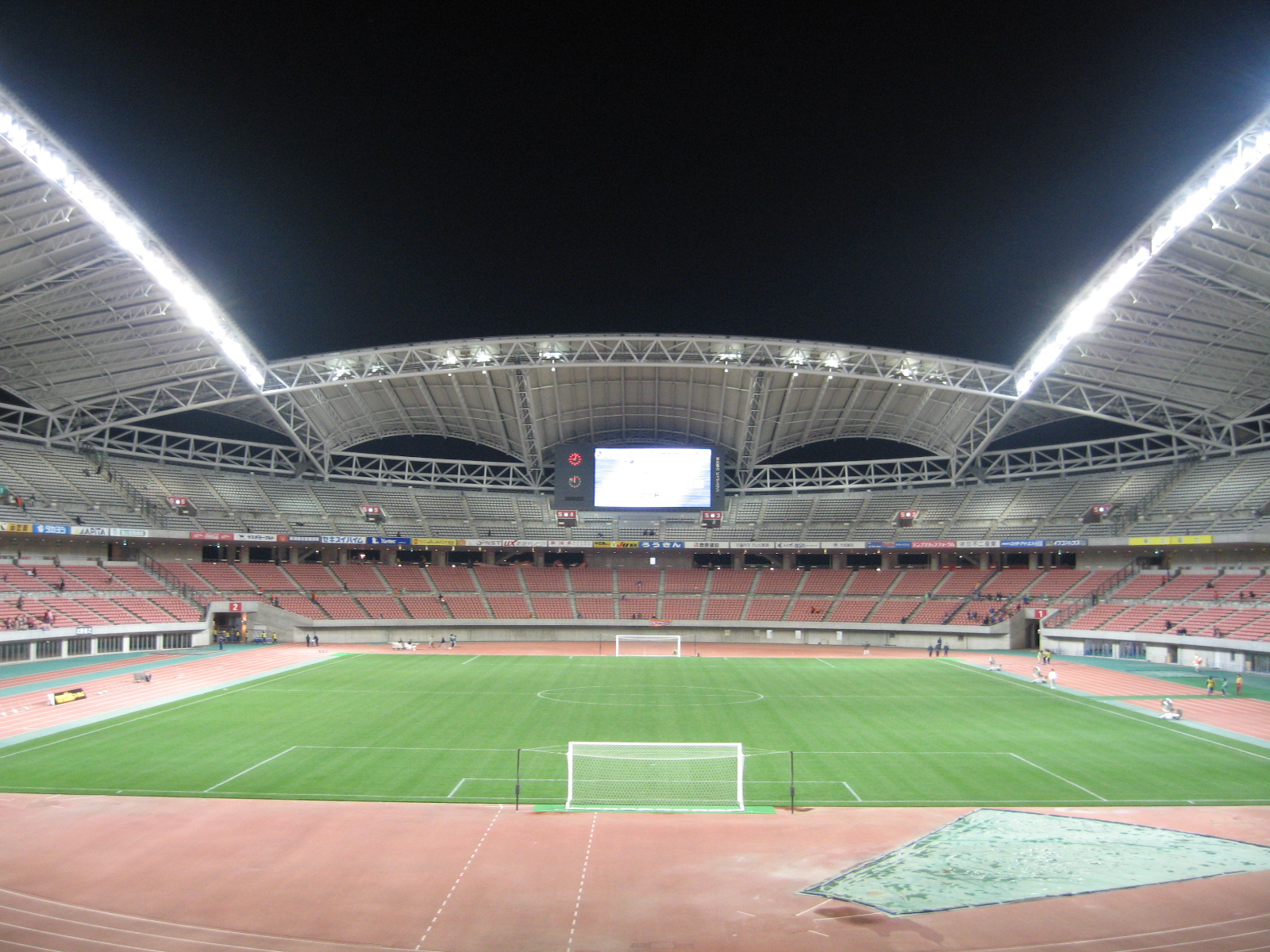

## Évènements
- Coupe des confédérations 2001
- Coupe du monde de football de 2002